# Nuovo nuovo
| Recensione | Giudizio |
| ---------- | -------- |
| Rumore     |          |

Nuovo nuovo è il terzo album in studio del gruppo musicale italiano Cor Veleno, pubblicato il 16 febbraio 2007 dalla Dischi Ricordi e distribuito dalla Sony Music .

## Il disco
Anticipato dal singolo Dillo un'altra volta, in questo disco i testi risultano scorrevoli, molto ricercati e maturi rispetto ai primi due album Rock and roll e Heavy metal,mentre il sound più sviluppato. La critica ha esaltato l'album come precursore di un modello hip hop slegato dalle scene precedenti. Tra gli ospiti i rapper Amir, Tormento (ex-Sottotono) e il trombettista Roy Paci.
I Cor Veleno hanno ottenuto un ottimo successo di pubblico potendo contare, inoltre, sulla produzione di una Major come la Sony. La quale ha scelto di distribuire questo album anche via web tramite la sua H2O Music; ciò ha permesso al disco di Primo, Grandi e Squarta di essere acquistato (in una differente versione online) dai negozi virtuali di Deejay.it ed iTunes, con tanto di bonus track in omaggio.

## Tracce
Testi di Davide Maria Belardi e Giorgio Cinini, eccetto dove indicato, musiche di Francesco Saverio Caligiuri, eccetto dove indicato.
1. Figlio di puttana – 3:05
2. Diamanti – 3:46
3. La sveglia – 3:06
4. Ottimo – 3:37
5. John 6-0 – 3:17
6. Esplosivo (K.O.B.) (feat. Roy Paci) – 3:14 (musica: Francesco Saverio Caligiuri, Rosario Paci)
7. Nuovo nuovo – 3:00
8. Testa rotta – 3:47
9. La la la la – 3:23
10. Cocco Bill – 3:23
11. X – 3:15
12. Nun ce provà (feat. Tormento & Roma) – 4:36 (testo: Davide Maria Belardi, Giorgio Cinini, Massimiliano Cellamaro, Roma)
13. Mi sale il cane – 3:13
14. Stronzo – 3:53
15. Dillo un'altra volta – 3:35
16. Testimoni (feat. Amir) – 4:16 (testo: Davide Maria Belardi, Giorgio Cinini, Amir Issaaf)

## Formazione
Musicisti
- Primo – voce
- Grandi Numeri – voce
- Squarta – produzione
- Roy Paci – tromba (traccia 6)
- Tormento, Roma – voci aggiuntive (traccia 12)
- Amir – voce aggiuntiva (traccia 16)

## Classifiche
| Classifica (2007) | Posizione massima |
| ----------------- | ----------------- |
| Italia            | 48                |